# Tołhaje
Tołhaje (ukr. толхає/толгає, ang. tolhaje) – bieszczadzki zespół muzyczny, czerpiący muzyczne inspiracje głównie z tradycji Bojków i Łemków. Nazwa zespołu pochodzi od węgierskiego słowa tołhaj (tolvaj). Muzyka zespołu to mieszkanka folku z współczesnymi brzmieniami (jazz, elektronika, drum’n’bass, rock) i improwizacją.

## Działalność
Zespół powstał w 2000 r. Koncertował na wielu scenach w Polsce i Europie, m.in. na festiwalu Sziget – Budapeszt, Pohoda Festival – Trencin, Pulse Festival – Londyn, Woodstock, Festiwal Muzyki Europejskiej w Algierze, Grupa Azoty Jazz Contest, Festiwal Ethniesy, Flugery Lvova, Art Celebration – Wschód Kultury, Festiwal Kolory Polski, Zahrada Festival, Kalejdoskop Kultur, Festiwal Okolo Trebone, Poličské Rockoupání, Etnomania i in. W czerwcu 2002 r. grupa reprezentowała Polskę na XXIII Festiwalu Europejskiej Unii Radiowej(EBU) w Mölln (Niemcy).
Grupa zdobyła kilka cennych trofeów, m.in. II miejsce IV edycji Festiwalu "Nowa Tradycja", I miejsce festiwalu "Eurofolk" w Sanoku.
W kwietniu 2003 roku zespół został laureatem Folkowego Fonogramu Roku 2002 za płytę „A w Niedziela Rano” – nagrody ufundowanej przez Radiowe Centrum Kultury Ludowej przy Polskim Radiu. Płyta była również nominowana do nagrody Fryderki 2003 w kategorii „Etnofolk”.
Od jesieni 2013 r. zespół współpracował przy tworzeniu ścieżki dźwiękowej do serialu WATAHA produkcji HBO. W wyniku współpracy powstała płyta "Czereda", zawierająca utwory wykorzystane w serialu i dodatkowo nowo powstałe utwory, wraz z zarejestrowanym koncertem na żywo, z towarzyszeniem orkiestry smyczkowej w ramach festiwalu Wschód Kultury.
W 2018 roku zespół wydał płytę "Mama Warhola", która powstała na podstawie rusińskich pieśni ludowych zaśpiewanych przez mamę Andy’ego Warhola – Julię. Mama twórcy pop-artu, z tęsknoty za rodzinnymi Karpatami po wielu latach pobytu na emigracji w USA, nagrała winylową płytę z tradycyjnymi utworami, którą wysłała do swojej siostry we wsi Mikova (Słowacja).
Karpackie melodie, przeplatane głosem Julii w muzycznym dialogu, stały się inspiracją do stworzenia nowoczesnego brzmienia zaaranżowanego w charakterystycznym i rozpoznawalnym stylu Tołhajów.
Na płycie słychać także nawiązanie do słynnej Silver Factory Andy’ego Warhola, bo oprócz akcentów etno wydobywających się z cymbałów, liry korbowej i ludowego śpiewu, pojawiają się także elektroniczne i gitarowe dopełnienia nawiązujące do nowojorskiego undergroundu i artystycznego świata twórcy (cover All Tomorrow's Parties, The Velvet Underground & Nico. Część utworów z płyty (3, 7 i 9) pojawiła się na ścieżce dźwiękowej drugiego sezonu serialu HBO Wataha.
Projekt muzyczny zespołu Tołhaje "Mama Warhola" został zrealizowany we współpracy z Muzeum Sztuki Nowoczesnej Andy’ego Warhola i Stowarzyszeniem im. Andy’ego Warhola w Medzilaborcach, Słowacja.
W 2021 roku Płyta „Wataha” z ścieżką dźwiękową z serialu HBO Wataha, na której znajdują się utwory Tołhajów, otrzymała Fryderka w kategorii Muzyka filmowa, teatralna, ilustracyjna.

## Skład
- Damian Kurasz – gitary
- Janusz Demkowicz – gitara basowa
- Piotr Rychlec – klawisze, didgeridoo, akordeon, produkcja, śpiew gardłowy
- Tomasz Duda – saksofony, klarnety
- Łukasz Moskal – perkusja
- Maria Kulik (Maria Jurczyszyn, Maria Jurczyszyn-Kulik) – śpiew
- Maciej Cierliński – lira korbowa

Współpracownicy i zastępcy
- Rafał Inglot – perkusja
- Jakub Mietła – akordeon
- Mateusz Szemraj – cymbały
- Maciej Kociński – saksofon
- Paweł Gielarek – theremin
- Wojciech Fedkowicz

Byli członkowie
- Jakub Mietła
- Robert Krok
- Kuba Wolanin

## Dyskografia
- A w niedziela rano (2002)
- Stereokarpaty (2011)
- Czereda (2014)
- Ziele (singel – 2014)
- Mama Warhola (2018)
- WATAHA (2011)